# Баршинда
Баршинда — река в России, протекает в Еловском и Бардымском районах Пермского края. Устье реки находится в 30 км по левому берегу реки Барда. Длина реки составляет 11 км.
Исток находится в Еловском районе, среди холмов Верхнекамской возвышенности в 24 км к юго-востоку от райцентра, села Елово. Река течёт на юго-восток, притоки — Колотав, Ачулы, Саркаиш, Чабында (все — левые). Населённых пунктов на реке нет, впадает в Барду чуть выше села Бичурино.
Система водного объекта: Барда → Тулва → Кама → Волга → Каспийское море.

## Данные водного реестра
По данным государственного водного реестра России относится к Камскому бассейновому округу, водохозяйственный участок реки — Кама от Камского гидроузла до Воткинского гидроузла, речной подбассейн реки — бассейны притоков Камы до впадения Белой. Речной бассейн реки — Кама.
Код объекта в государственном водном реестре — 10010101012111100014875.